# Oscar Noriega
Oscar Noriega (Arizona) is een Amerikaanse jazzmuzikant (saxofoon, klarinet).

## Biografie
Oscar Noriega, die Mexicaanse roots heeft, begon op 10-jarige leeftijd met saxofoon spelen. Hij deed zijn eerste professionele ervaring op in de familieband met zijn vier broers in Tucson. Na zijn studie aan de Universiteit van Arizona en de Arizona State University verhuisde hij naar Los Angeles. Vanaf 1990 woonde hij in Boston, waar hij o.a. samenwerkte met het Duke Ellington Repertory Orchestra onder leiding van Gunther Schuller, in het Either/Orchestra en met de Jazz Composers Alliance. Hij had ook lessen aan het New England Conservatory of Music bij Joe Maneri. Hij verhuisde in 1992 naar Brooklyn en speelde sindsdien met leden van het jazzcircuit in de binnenstad van New York, waar hij optrad in de Knitting Factory en Birdland. Bij de Brooklyn Jazz Club Barbès heeft hij sinds 2012 de leiding over een artistieke en organisatorische reeks evenementen, genaamd Oscar Noriega's Palimpsestic Series.
Sinds het begin van de jaren 2000 leidt Noriega zijn eigen bandprojecten, zoals Play Party met Cuong Vu, Brad Shepik en Tom Rainey, met wie hij in 2000 zijn debuutalbum Luciano's Dream bij OmniTone Records uitbracht, evenals het Oscar Noriega Quartet. Hij speelde ook in het Quartet Unit X en in het muzikantencollectief Sideshow, dat het werk van Charles Ives herinterpreteert. Hij werkte ook o.a. met Jane Wang, Judi Silvano, Ellery Eskelin, Kermit Driscoll, Gerry Hemingway, Carl Maguire, Mat Maneri, Satoko Fujii (Blueprint, 2003), Ben Stapp, Michael Formanek (The Distance, ECM Records, 2016) en Assif Tsahar (The Labyrinth, 2002). Noriega speelt in een kwartet met Jim Black, Trevor Dunn en Chris Speed (Endangered Blood, Skirl Records, 2010) en in Tim Berne's bandproject Los Totopos.
- Gemeinsame Normdatei: 1021200883
- International Standard Name Identifier: 0000 0000 3759 0578
- Library of Congress Control Number: n2003083161
- MusicBrainz: 7a9c949e-82a1-428e-a9ae-c7e1be23176c
- Virtual International Authority File: 16603950
- WorldCat: E39PBJckPPtRdhQ3v4pXVcctrq